# Maison nordique (Reykjavík)
La maison nordique (en islandais : Norræna húsið, en finnois : Pohjolan talo) est un centre culturel des pays nordiques situé à Reykjavík la capitale de l'Islande,,.

## Mission et services
La maison nordique est une institution culturelle ouverte en 1968 et gérée par le Conseil nordique. 
Sa mission est de favoriser et de soutenir les liens culturels entre l'Islande et les autres pays nordiques. À cette fin, la Maison Nordique organise un programme diversifié d'événements culturels, d'expositions, de séminaires et d'activités et cours pour les enfants. C'est le lieu de plusieurs événements du calendrier culturel islandais : le Festival international du film de Reykjavik, les Iceland Airwaves et la Design March.
La Maison nordique possède une bibliothèque unique en Islande en raison de son architecture et de son design conçus Alvar Aalto et de sa collection de plus de 30 000 articles en sept langues nordiques et en islandais. 
Les utilisateurs de la bibliothèque peuvent emprunter des livres, des livres électroniques, des films, des magazines et des œuvres d'art graphiques d'artistes nordiques à l'Artotek.
La Maison Nordique dispose d'un espace d'exposition (Dôme), d'auditoriums et d'une bibliothèque pour enfants.

## Contexte
En 1952, l’Islande est l’un des quatre membres fondateurs du Conseil nordique aux côtés du Danemark, de la Norvège et de la Suède. Même si le Conseil n'a qu'un rôle consultatif, il s'est révélé très efficace pour promouvoir la coopération économique et sociale entre les pays nordiques.
Le siège du conseil se trouve à Copenhague, mais en 1962, le Conseil décide de construire un bâtiment en Islande pour accueillir les nombreuses activités culturelles de cette collaboration nordique et incarner symboliquement le partenariat.
Sans aucune concurrence, le projet a été confié directement entre les mains de l'architecte Alvar Aalto, qui était à l'époque au sommet de sa carrière et réalisait certains de ses projets de maturité les plus remarquables tels que le Palais des Congrès et des Concerts Finlandia. à Helsinki (1962-1971) et l'Opéra d'Essen (1959-1988). Comparée à ces derniers, la Maison Nordique est une structure modeste et une oeuvre moins connue d'Alvar Aalto.

## Architecture
La Maison Nordique a été conçue par l'architecte moderniste finlandais Alvar Aalto. 
L'édifice est l'une de ses dernières œuvres et elle présente la plupart des traits caractéristiques des ouvrages d'Alvar Aalto : la forme organique de la ligne de crête du toit en tuiles faisant écho à la chaîne de montagnes au loin, la rotonde centrale de la bibliothèque et l'utilisation intensive de la couleur blanche, du carrelage et du bois dans tout le bâtiment. 
Le bâtiment de la Maison nordique est construit sur un terrain au milieu d'un marais, avec un petit étang sur le côté nord et deux plus grands étangs vers le centre-ville. Ainsi, l'architecte a mis l'accent sur les aspects naturels uniques du territoire ainsi que sur l'interaction entre l'homme et la nature, l'architecture et le cadre,.
Le bâtiment bas est de couleur blanche, mais au sommet du toit plat et rectangulaire se trouve une forme nettement proéminente s'élevant au-dessus du rez-de-chaussée recouverte de tuiles vernissées de violet foncé.
À côté du hall se trouve l'espace central, qui bénéficie de la lumière du jour grâce à une lucarne en forme de dôme. 
L'espace central donne accès à la bibliothèque, à l'auditorium de concert/conférence, à l'aile des bureaux, ainsi qu'a la cafétéria, qui offre une excellente vue sur le centre-ville de Reykjavík jusqu'au mont Esja.
La bibliothèque occupe un espace inhabituel puisque ses murs et son plafond sont formés par le dôme qui s'étend du milieu du bâtiment. Le milieu de l'étage est en contrebas, menant au niveau inférieur du bâtiment.  La collection de la bibliothèque comprend environ 30 000 titres.
A côté de la bibliothèque se trouve la salle de concert et de conférence. La forme non conventionnelle de la salle et les boiseries sur les murs offrent une excellente acoustique.
Alvar Aalto a également conçu la plupart des meubles de la plupart de ses bâtiments. Dans la Maison Nordique, tous les meubles, lampes et presque tous les meubles installés sont d'Alvar Aalto. 
La construction du bâtiment a été supervisée et gérée par Elissa Aalto qui, en étroite collaboration avec l'architecte du projet Ilona Lehtinen, a également réalisé les plans de construction.

## Galerie

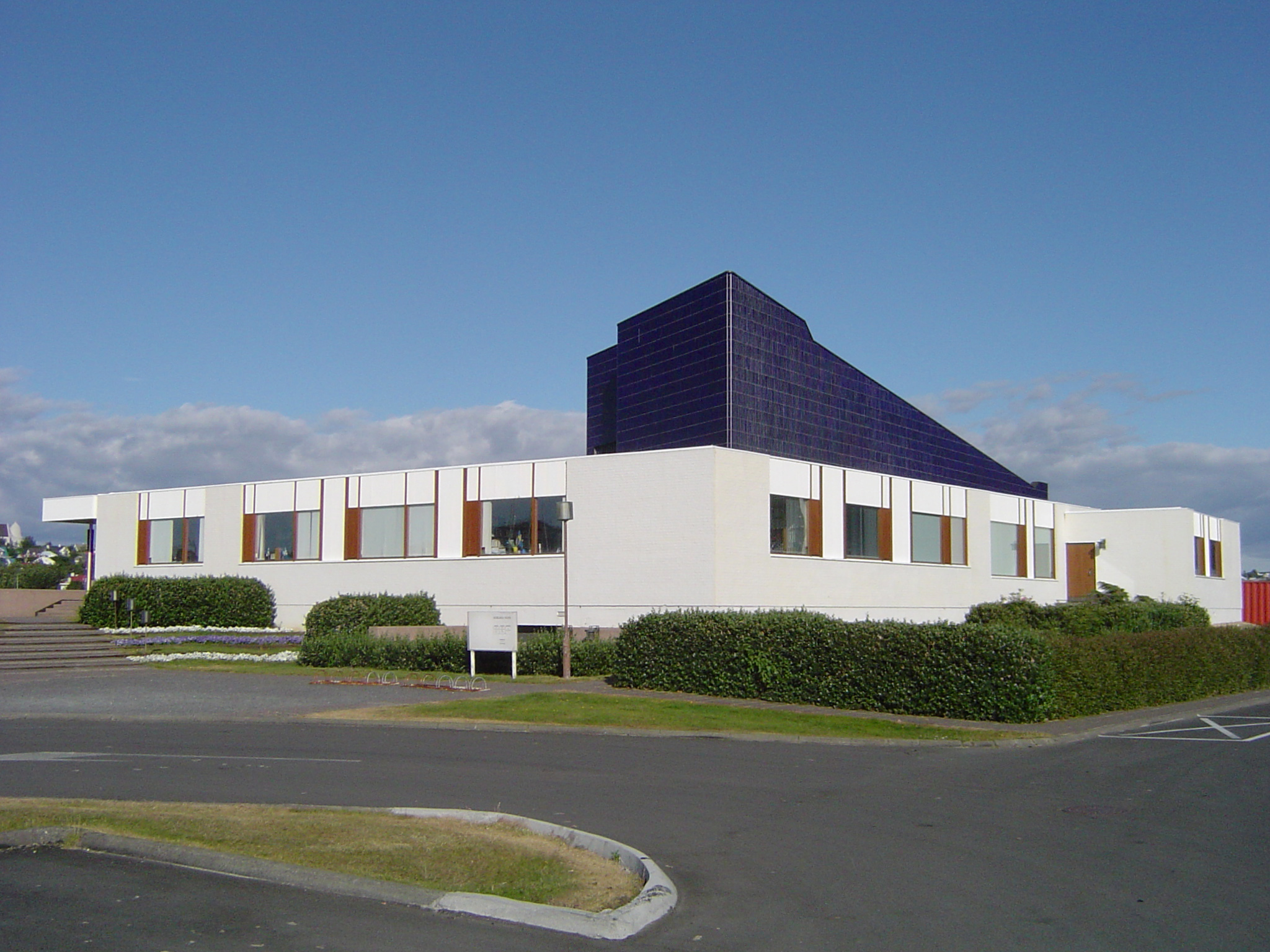
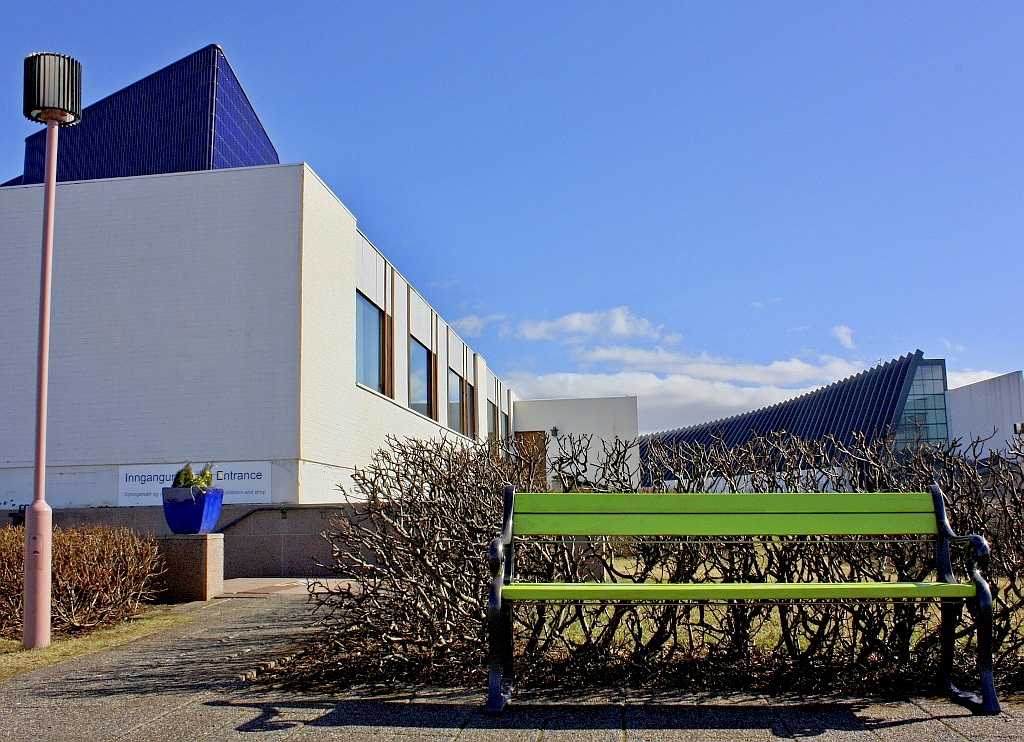
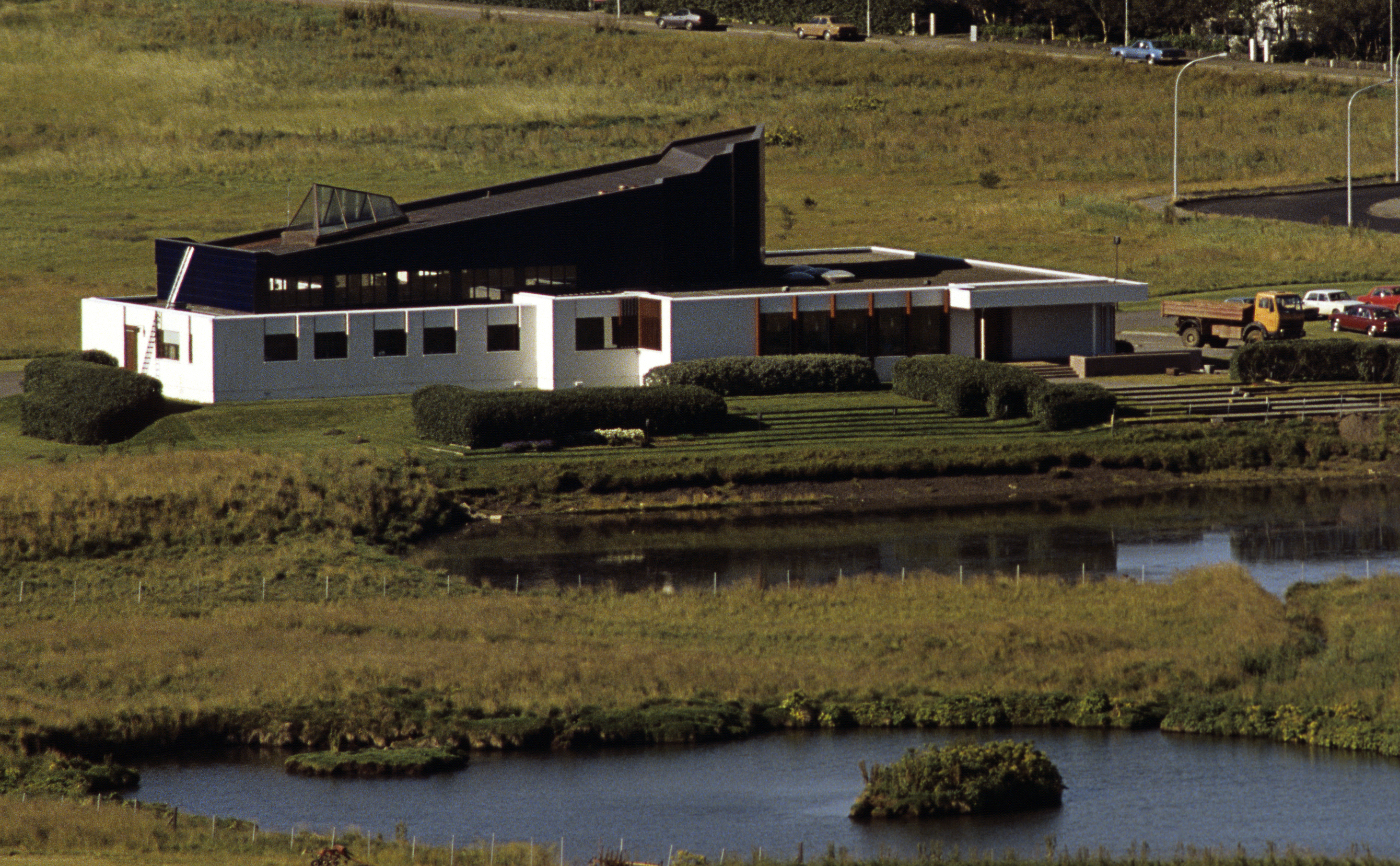
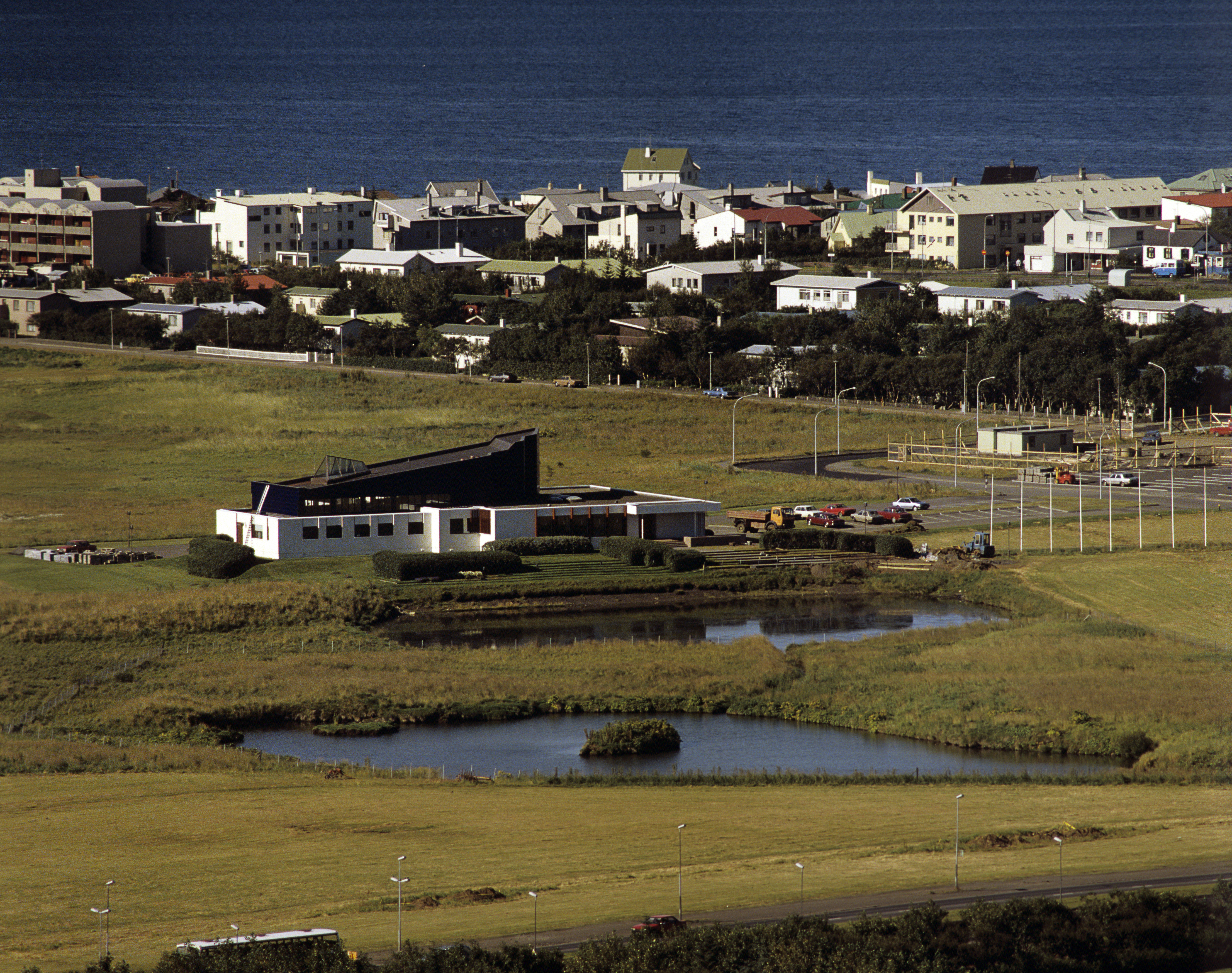